# Poštovice
Poštovice är en ort i Tjeckien.   Den ligger i regionen Mellersta Böhmen, i den centrala delen av landet, 30 km nordväst om huvudstaden Prag. Poštovice ligger 204 meter över havet och antalet invånare är 197.
Terrängen runt Poštovice är huvudsakligen platt. Poštovice ligger nere i en dal. Runt Poštovice är det ganska tätbefolkat, med 116 invånare per kvadratkilometer. Närmaste större samhälle är Kladno, 18,5 km söder om Poštovice. Trakten runt Poštovice består till största delen av jordbruksmark.